# Migrolino

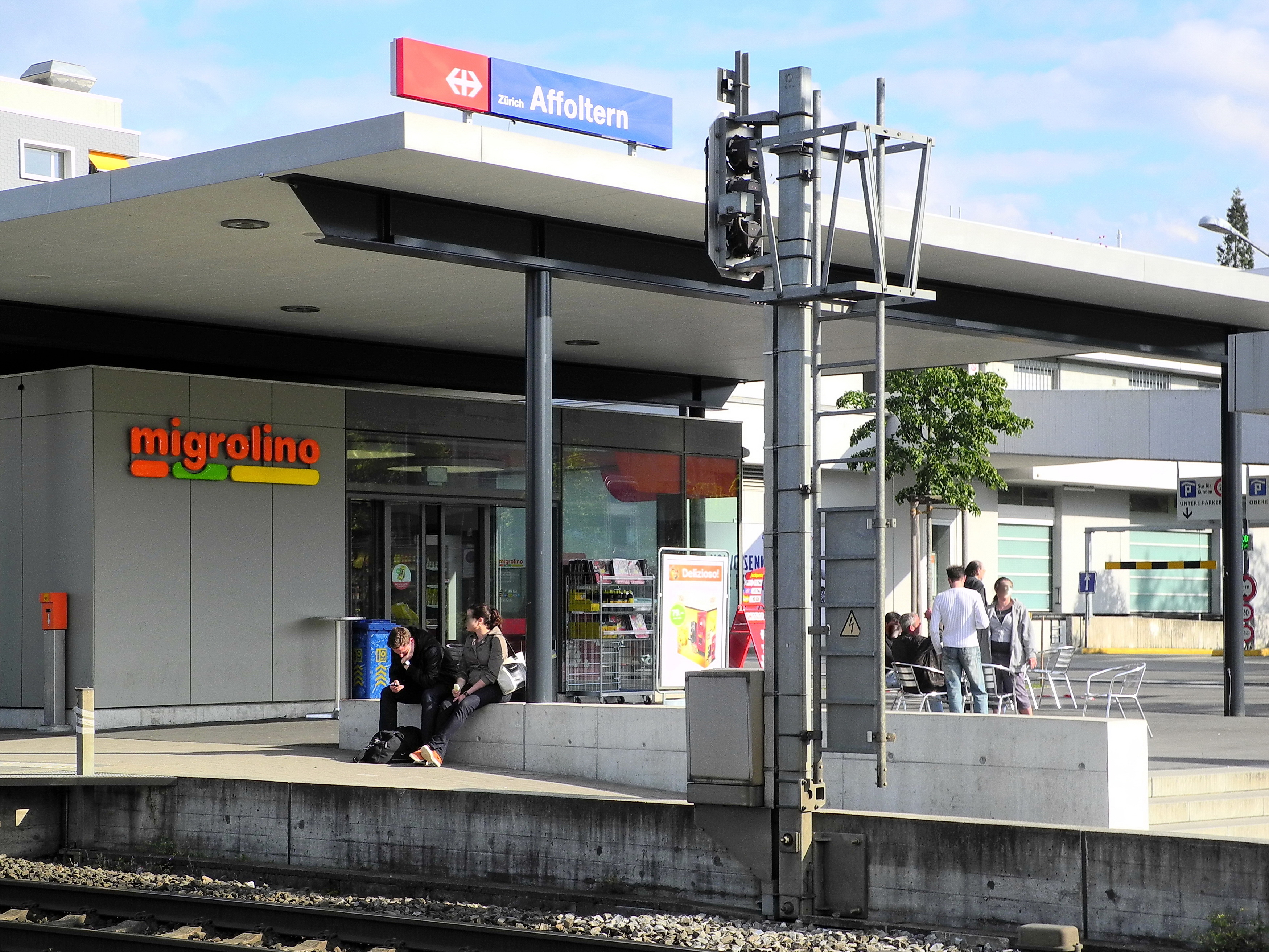
Migrolino-Filiale am Bahnhof Zürich-Affoltern

Die  Migrolino AG (Eigenschreibweise: migrolino, zuvor Cevanova AG; Eigenschreibweise: cevanova), ist ein Schweizer Anbieter im Convenience-Shop-Bereich mit Filialen an Bahnhöfen, Tankstellen und weiteren Orten. Sie ist inzwischen eine 100-prozentige Tochtergesellschaft des Migros-Genossenschafts-Bundes und gehört, gemessen am Umsatz, zu den 500 grössten Unternehmen der Schweiz.

## Unternehmen
2018 war Migrolino an 318 Standorten in der Schweiz präsent. Im Gegensatz zu den regulären Migros-Supermärkten werden dort auch Alkohol und Tabakwaren verkauft. 2018 wurden 255 Standorte von den Tankstellenbetreibern Migrol (100 Standorte), Shell (65 Standorte), SOCAR (60 Standorte) und Piccadilly (30 Standorte) geführt. Aufgrund dieses Franchising-Systems sind die Arbeitnehmenden von Migrolino nicht in den Gesamtarbeitsvertrag der Migros eingebunden, was zu Berichten über tiefe Löhne und schlechte Arbeitsbedingungen führte.
Von 2020 bis 2022 wurden sämtliche Shell-Select-Standorte und einige Migrolino-Standorte auf das neue «mio»-Konzept umgestellt. 2023 wurde bekannt, dass die an rund 100 Migrolino-Standorten stationierten Starbucks-Kaffeemaschinen von Selecta durch ein System mit der Migros-Eigenmarke Café Royal der Delica AG ersetzt werden, wie dies in der Mehrheit der Migrolino-Filialen bereits zum Einsatz kommt. Am 3. Juli 2025 wurde im Bahnhof Baden der erste Mio-Shop in einem Bahnhof eröffnet.
Unter dem Namen Migrolino-Wholesale bietet die Migrolino AG seit 2014 ihre Logistik- und Servicedienstleistungen auch Partnern ausserhalb der Migrolino an.
Markus Laenzlinger war seit der Gründung im Jahr 2000 Geschäftsführer des Unternehmens, bevor er per 1. November 2023 durch Lorence Weiss abgelöst wurde. Indes wurde Laenzlinger bereits im Juli 2023 in den Verwaltungsrat der Genossenschaft Migros Zürich berufen, wo er aber laut eigener Aussage seit November 2024, anscheinend wegen seiner Tätigkeit bei Subway Schweiz, bereits nicht mehr aktiv ist.

## Geschichte
Im Jahr 1998 gründeten Migros, Valora und SBB die Marke Avec und eröffneten Shops an kleinen und mittleren Bahnhöfen mit Einkaufsmöglichkeit, Bistro und Kiosk. 2005 stiegen die SBB aus dem Joint-Venture aus, drei Jahre später stieg auch Migros aus und Valora übernahm die Marke Avec. Die Migros war nun im alleinigen Besitz der seit 2000 bis anhin als Gemeinschaftsunternehmen bestehenden Cevanova AG, welche 2009 in Migrolino AG umbenannt wurde, die Shops wurden bereits 2008 aufgeteilt. Migrolino betrieb damals 14 Shops unter der Marke Migrolino. Zusammen mit dem neuen Partner Shell reaktivierte Migros den Markennamen Migrolino, unter dem das Unternehmen in den 1970er Jahren in das Fast-Food-Geschäft eingestiegen war.
Im Jahr 2011 zog die Migrolino AG ins Migros Verteilzentrum Suhr um und baute eine eigene Logistikplattform auf, von der aus ab dem darauf folgenden Jahr alle Niederlassungen beliefert werden konnten. 2012 übergab Migrol das Tankstellenshop-Geschäft an Migrolino. Im folgenden Jahr ging SOCAR (vormals Esso) für ihre Shops mit Migrolino eine enge Kooperation ein. Menschenrechtler kritisierten dies aufgrund der Nähe von SOCAR zum aserbaidschanischen Präsidenten İlham Əliyev. Im November 2022 forderten mehrere Organisationen, darunter die Sozialdemokratische Partei der Schweiz und Attac Schweiz, die Migros in einem Appell eindringlich dazu auf, die Zusammenarbeit mit SOCAR zu beenden.
Am 29. Januar 2021 startete mit «Hey Migrolino» eine Lieferservice-/Click-and-Collect-Plattform im Testbetrieb für die Gegenden Wallisellen, Winterthur und Zürich. Der Testbetrieb wird voraussichtlich Ende August 2022 eingestellt.
Am 2. September 2021 wurde im Bahnhof Zürich Tiefenbrunnen der erste Gooods-Store eröffnet, der zweite folgte am 16. Juni 2022 im Bahnhof Winterthur.
Im Juni 2024 verkündete der Migros-Genossenschafts-Bund, dass Migros, Denner, Migrolino und Migros Online Teile ihrer Beschaffung zentralisieren.

## Sonstiges
Von 1977 bis 1992 war Migrolino ein Selbstbedienungsrestaurant in Bern, das von der Migros Bern nach amerikanischem Vorbild betrieben wurde.